# Acción Comunal

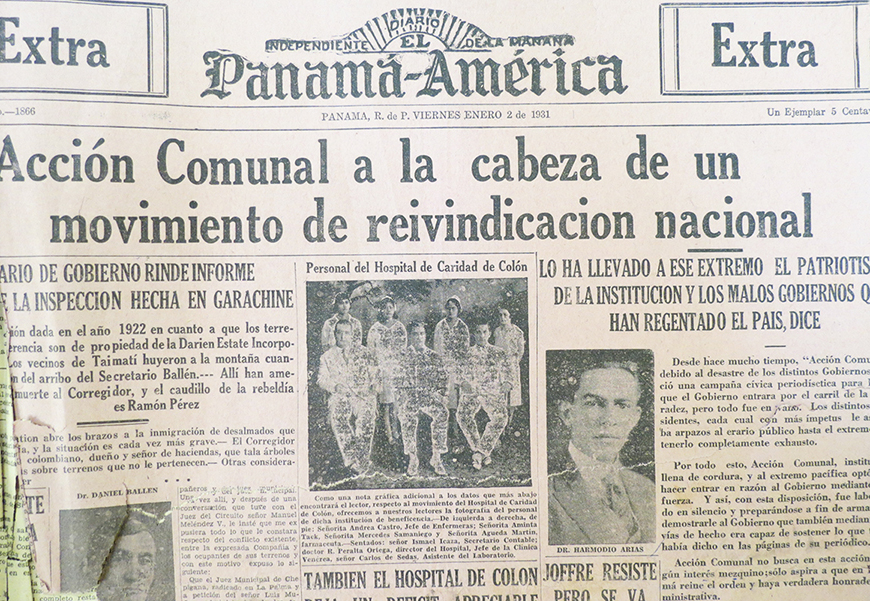
Portada del Panamá América describiendo el golpe de Acción Comunal de 1931.

Acción Comunal fue un movimiento cívico-político nacionalista y antiestadounidense que existió en Panamá durante las décadas de 1920 y 1930, y fueron gestores del golpe de Estado del 2 de enero de 1931, que derrocó al presidente Florencio Harmodio Arosemena.

## Primeros años
Fue fundado el 19 de agosto de 1923 por un grupo de jóvenes, entre ellos Ramón Mora, Víctor Florencio Goytía, José Pezet, José Manuel Quirós y Quirós, Alberto Guardia Jaén, Manuel Gálvez y Enrique Gerardo Abrahams. El nombre del grupo fue dado por Goytía quien fue su ideólogo, mientras que Ramón Mora se convirtió en su presidente. El movimiento surgió como una reacción a la creciente influencia estadounidense en las instituciones nacionales.
Inicialmente, Acción Comunal funcionaba como una sociedad secreta, con una forma particular de saludo. También, cada nuevo miembro debía inscribirse marcando su huella digital con sangre junto con su firma. El movimiento tuvo su propio himno con música y un periódico.
La ideología del movimiento inculcaba en la educación de los hijos en el amor a la patria, el uso correcto del idioma español, exigir pagos en balboas y en no comprar en establecimientos donde no hubiesen trabajadores panameños o cuyos letreros estuviesen en idioma inglés. También promovían la intervención del Estado en la economía, y en el reemplazo del Tratado Hay-Bunau Varilla de 1903, para permitir la soberanía panameña en la Zona del Canal de Panamá.
En 1926, durante el gobierno de Rodolfo Chiari, se hicieron negociaciones para un nuevo tratado (Tratado Kellogg-Alfaro), pero estas eran más desventajosas para Panamá, lo que provocó una reacción airada de Acción Comunal, que se expandió en los sectores populares. Harmodio Arias Madrid, quien a pesar de no ser miembro del grupo, canalizó los mensajes de este dentro de la Asamblea Nacional y puso a este órgano en contra de las aspiraciones de Chiari, rechazando dicho tratado.

## Golpe de Estado de 1931
Acción Comunal consideraba a los liberales como causantes del dominio estadounidense en Panamá, y cuando Florencio Harmodio Arosemena asumió la presidencia en 1928, el movimiento lo acusó de ser títere de Chiari, a quien lo consideraban un «dictador».
Por ello, el 2 de enero de 1931 el movimiento ejecutó un golpe de Estado que incluyó la toma de las armas, con tres comandos de asalto que controlaron las comunicaciones, toma de los cuarteles y asalto a la Presidencia de la República, este último comandado por Arnulfo Arias, quien se unió al movimiento en 1930. El golpe estuvo a punto de ser abortado por Goytía, quien temía la intervención estadounidense, pero Arnulfo Arias siguió adelante y lograron deponer a Arosemena, con un saldo de ocho fallecidos. Harmodio Arias asumió la presidencia tras el golpe.
A pesar de la situación, Estados Unidos no intervino militarmente, pero ejerció presión en la restauración del orden constitucional, por lo que Harmodio Arias debió transferir el poder al Ministro Plenipotenciario en Washington D. C., Ricardo J. Alfaro, quien terminaría el período presidencial de Arosemena, con el aval de la Corte Suprema de Justicia, quien anuló a los designados de 1930 y avaló a los de 1928, donde estaba Alfaro.

## Fin del movimiento
Debido a que Acción Comunal era un movimiento cívico y no un partido político, aparte que el movimiento no había diseñado un plan de gobierno en caso de lograr el golpe, sufrió divisiones tras la gesta, sobre todo en la forma en cómo fue designado Alfaro. El movimiento terminó atrapado entre la oligarquía panameña y el gobierno estadounidense, quienes impusieron sus condiciones y candidatos. Dentro del gobierno de Alfaro, apenas dos o tres miembros del colectivo estuvieron en el gabinete y el carácter nacionalista comenzó a diluirse. Finalmente, en las elecciones de 1932 un grupo decidió unirse a Harmodio Arias, quien logró la presidencia; otro se unió con Florencio Goytía y por último uno se mantuvo independiente, dando fin al movimiento.
Luego algunos antiguos miembros de Acción Comunal, entre ellos Ezequiel Fernández Jaén y Harmodio Arias, crearon en 1932 el Partido Nacional Revolucionario, que luego se convertiría en el Partido Panameñista bajo la dirección de Arnulfo Arias.